# هیلتاپ، شهرستان استار، تگزاس
هیلتاپ (به انگلیسی: Hilltop) یک منطقهٔ مسکونی در ایالات متحده آمریکا است که در تگزاس واقع شده‌است. هیلتاپ ۷۷ نفر جمعیت دارد.